# Gadencourt
Gadencourt est une commune française située dans le département de l'Eure en région Normandie.

## Géographie

### Hydrographie
La commune est située dans le bassin Seine-Normandie. Elle est drainée par l'Eure, un bras de Fains et le Doue,,.
L'Eure, un canal, chenal et cours d'eau naturel non navigable d'une longueur de 229 km, prend sa source dans la commune de Longny les Villages et se jette  dans la Seine à Saint-Pierre-lès-Elbeuf, après avoir traversé 91 communes.

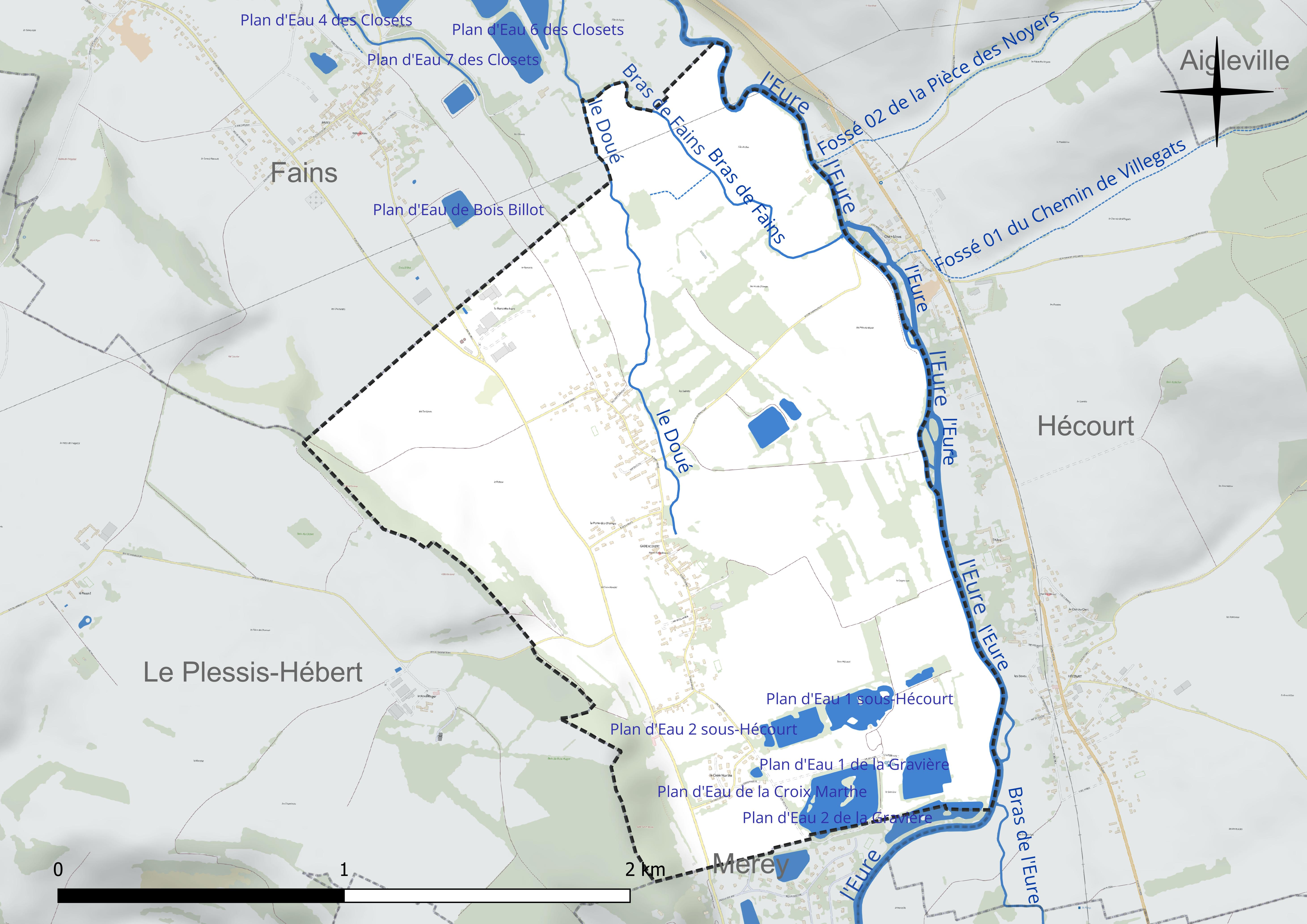
Réseau hydrographique de Gadencourt.

Six plans d'eau complètent le réseau hydrographique : le plan d'eau 1 de la Gravière (2,3 ha), le plan d'eau 1 sous-Hécourt (2,4 ha), le plan d'eau 2 de la Gravière, d'une superficie totale de 1,9 ha (0,5 ha sur la commune), le plan d'eau 2 sous-Hécourt (1,9 ha), le plan d'eau de la Croix Marthe, d'une superficie totale de 4,7 ha (4,6 ha sur la commune) et le plan d'eau des Prés du Noyer (1,2 ha),.

### Climat
Pour des articles plus généraux, voir Climat de la Normandie et Climat de l'Eure.
En 2010, le climat de la commune est de type climat océanique dégradé des plaines du Centre et du Nord, selon une étude du CNRS s'appuyant sur une série de données couvrant la période 1971-2000. En 2020, Météo-France publie une typologie des climats de la France métropolitaine dans laquelle la commune est exposée à un climat océanique et est dans la région climatique  Sud-ouest du bassin Parisien, caractérisée par une faible pluviométrie, notamment au printemps (120 à 150 mm) et un hiver froid (3,5 °C). Parallèlement le GIEC normand, un groupe régional d’experts sur le climat, différencie quant à lui, dans une étude de 2020, trois grands types de climats pour la région Normandie, nuancés à une échelle plus fine par les facteurs géographiques locaux. La commune est, selon ce zonage, exposée à un « climat des plateaux abrités », correspondant aux plaines agricoles de l’Eure, avec une pluviométrie beaucoup plus faible que dans la plaine de Caen en raison du double effet d’abri provoqué par les collines du Bocage normand et par celles qui s’étendent sur un axe du Pays d'Auge au Perche.
Pour la période 1971-2000, la température annuelle moyenne est de 10,8 °C, avec  une amplitude thermique annuelle de 14,3 °C. Le cumul annuel moyen de précipitations est de 655 mm, avec 11,1 jours de précipitations en janvier et 7,7 jours en juillet. Pour la période 1991-2020, la température moyenne annuelle observée sur la station météorologique la plus proche, située sur la commune de Guichainville à 16 km à vol d'oiseau, est de 11,1 °C et le cumul annuel moyen de précipitations est de 659,6 mm,. Pour l'avenir, les paramètres climatiques de la commune estimés pour 2050 selon différents scénarios d’émission de gaz à effet de serre sont consultables sur un site dédié publié par Météo-France en novembre 2022.

## Urbanisme

### Typologie
Au 1er janvier 2024, Gadencourt est catégorisée commune rurale à habitat dispersé, selon la nouvelle grille communale de densité à 7 niveaux définie par l'Insee en 2022.
Elle est située hors unité urbaine. Par ailleurs la commune fait partie de l'aire d'attraction de Paris, dont elle est une commune de la couronne,. 

### Occupation des sols
L'occupation des sols de la commune, telle qu'elle ressort de la base de données européenne d’occupation biophysique des sols Corine Land Cover (CLC), est marquée par l'importance des territoires agricoles (81,6 % en 2018), une proportion identique à celle de 1990 (81,6 %). La répartition détaillée en 2018 est la suivante : 
terres arables (50 %), prairies (23,7 %), zones agricoles hétérogènes (7,9 %), zones urbanisées (7,3 %), eaux continentales (5,6 %), forêts (5,5 %). L'évolution de l’occupation des sols de la commune et de ses infrastructures peut être observée sur les différentes représentations cartographiques du territoire : la carte de Cassini (XVIIIe siècle), la carte d'état-major (1820-1866) et les cartes ou photos aériennes de l'IGN pour la période actuelle (1950 à aujourd'hui).

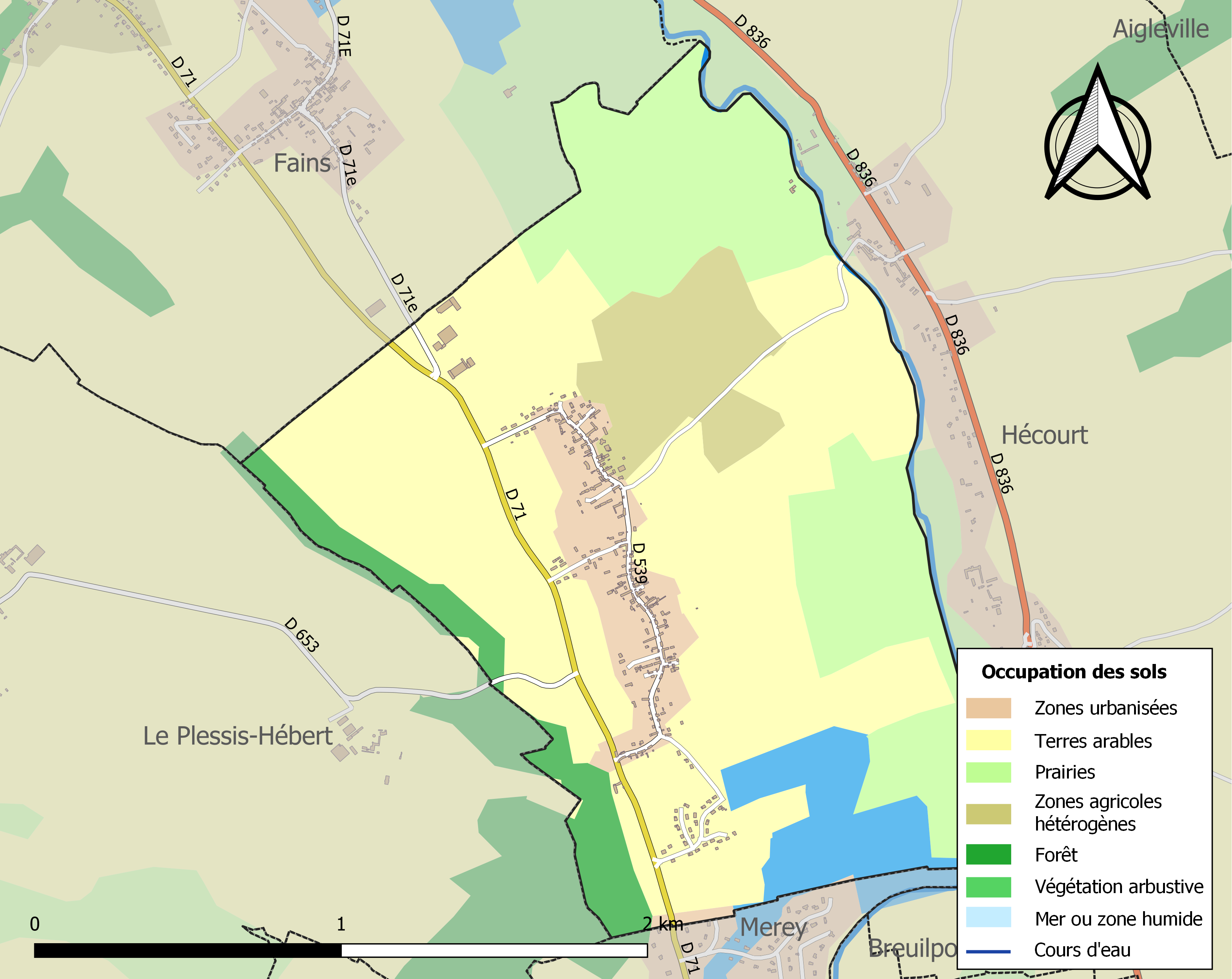
Carte des infrastructures et de l'occupation des sols de la commune en 2018 (CLC).

## Toponymie
Le nom de la localité est attesté sous la forme Wadonis curtis vers 999 (charte de Richard II), en 1023 et en 1026 ; Gadencort en 1175 ; Gaudencort en 1221 (cartulaire du chapitre d’Évreux).

## Politique et administration
| Période                                  | Période                  | Identité            | Étiquette | Qualité  |
| ---------------------------------------- | ------------------------ | ------------------- | --------- | -------- |
| Les données manquantes sont à compléter. |                          |                     |           |          |
| mars 2001                                | mars 2008                | Geneviève Lempereur |           |          |
| 16 mars 2008                             | En cours (au avril 2014) | Alain Gueneau       | UMP-LR    | Retraité |

## Démographie
L'évolution du nombre d'habitants est connue à travers les recensements de la population effectués dans la commune depuis 1793. Pour les communes de moins de 10 000 habitants, une enquête de recensement portant sur toute la population est réalisée tous les cinq ans, les populations de référence des années intermédiaires étant quant à elles estimées par interpolation ou extrapolation. Pour la commune, le premier recensement exhaustif entrant dans le cadre du nouveau dispositif a été réalisé en 2006.

En 2022, la commune comptait 365 habitants, en évolution de −4,7 % par rapport à 2016 (Eure : −0,25 %, France hors Mayotte : +2,11 %).
| 1793 | 1800 | 1806 | 1821 | 1831 | 1836 | 1841 | 1846 | 1851 |
| ---- | ---- | ---- | ---- | ---- | ---- | ---- | ---- | ---- |
| 220  | 221  | 288  | 267  | 235  | 267  | 270  | 263  | 240  |

| 1856 | 1861 | 1866 | 1872 | 1876 | 1881 | 1886 | 1891 | 1896 |
| ---- | ---- | ---- | ---- | ---- | ---- | ---- | ---- | ---- |
| 250  | 223  | 215  | 221  | 193  | 188  | 178  | 208  | 210  |

| 1901 | 1906 | 1911 | 1921 | 1926 | 1931 | 1936 | 1946 | 1954 |
| ---- | ---- | ---- | ---- | ---- | ---- | ---- | ---- | ---- |
| 190  | 179  | 182  | 170  | 164  | 141  | 148  | 153  | 117  |

| 1962 | 1968 | 1975 | 1982 | 1990 | 1999 | 2006 | 2011 | 2016 |
| ---- | ---- | ---- | ---- | ---- | ---- | ---- | ---- | ---- |
| 146  | 161  | 181  | 144  | 280  | 343  | 389  | 389  | 383  |

| 2021 | 2022 | - | - | - | - | - | - | - |
| ---- | ---- | - | - | - | - | - | - | - |
| 370  | 365  | - | - | - | - | - | - | - |

## Culture locale et patrimoine

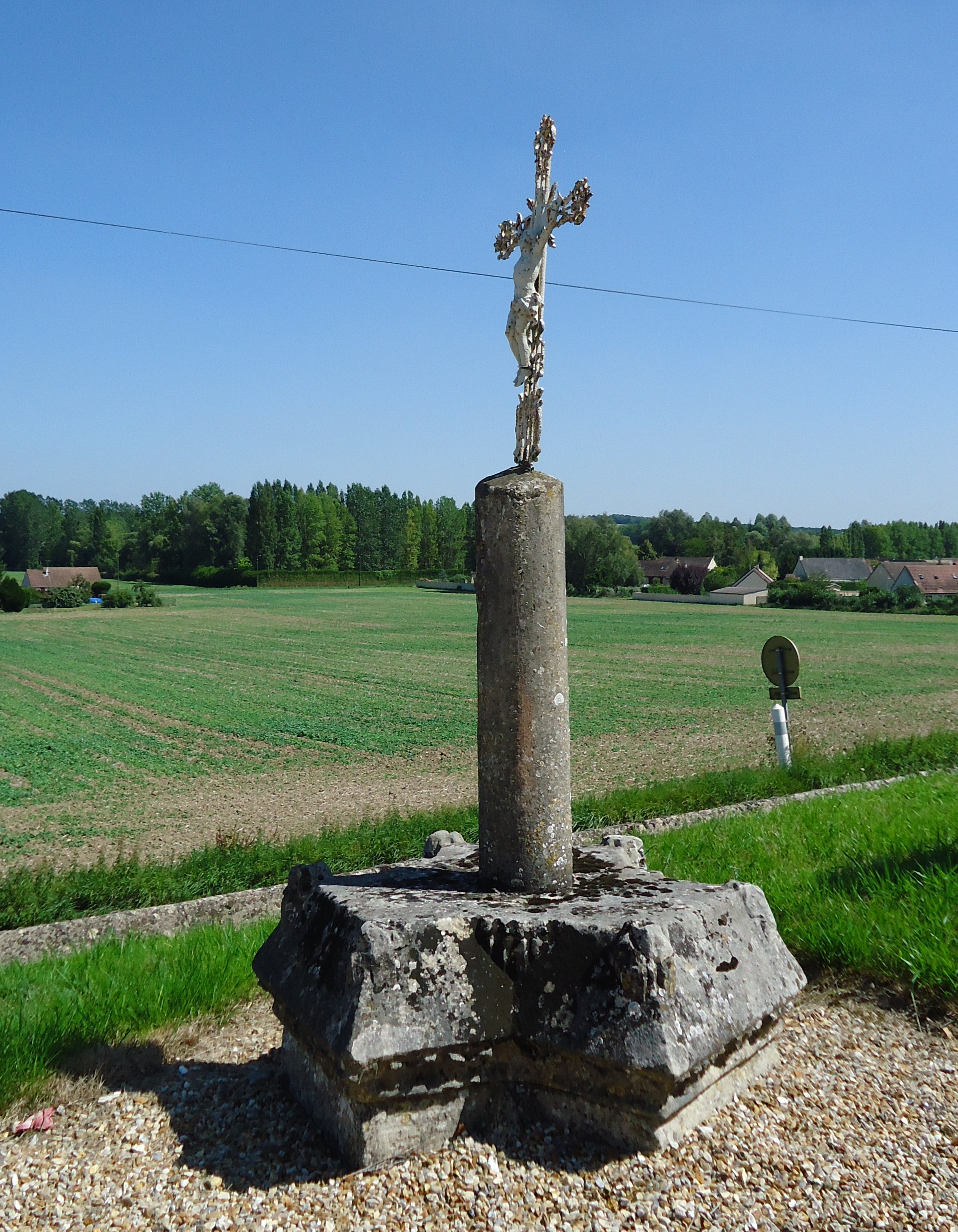
Le calvaire du cimetière

### Lieux et monuments

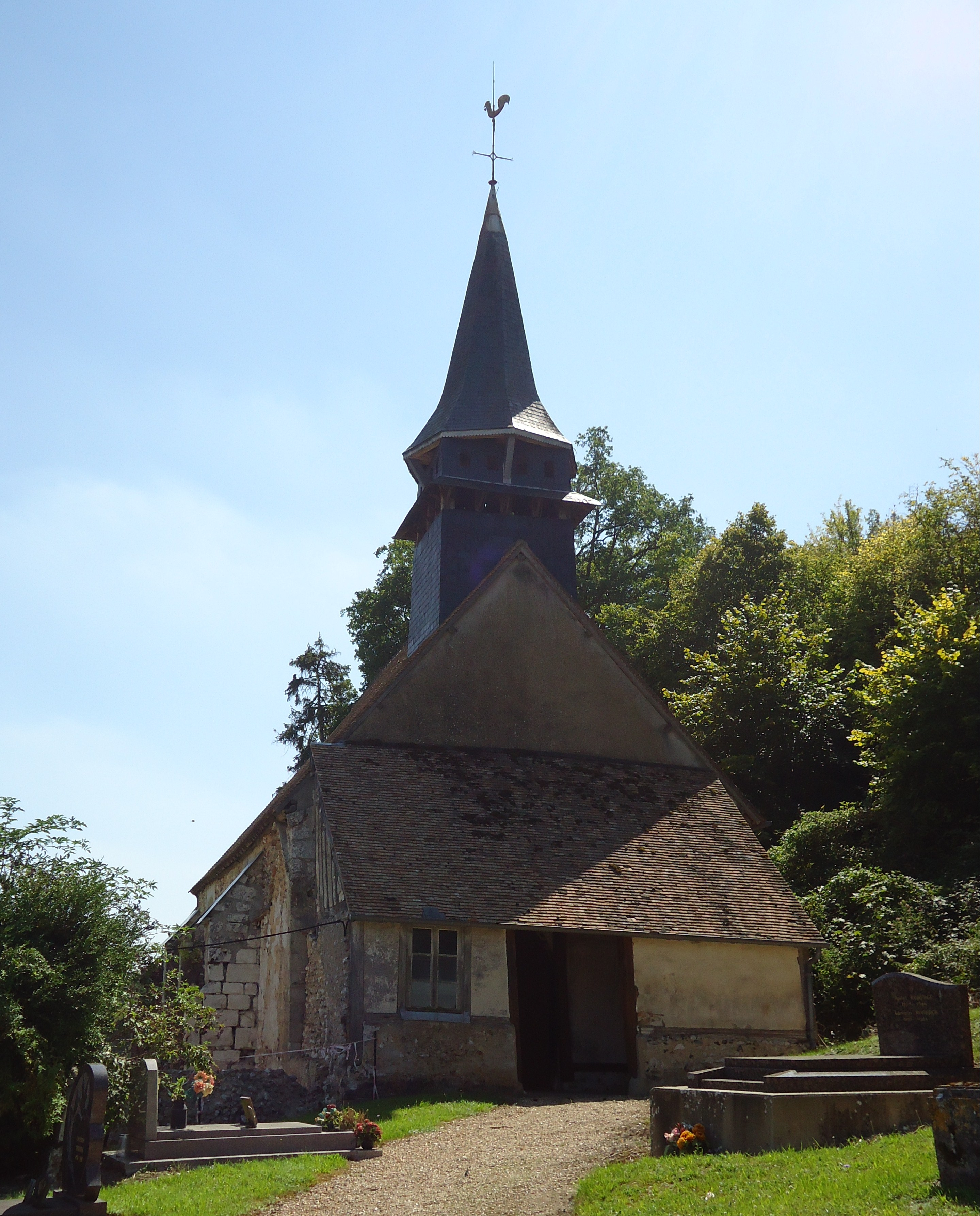
L'église Saint-Denis-et-Saint-Martin

- Calvaire du XVe siècle, inscrit au titre des monuments historiques[22] en 1926, composé de deux blocs de pierre superposés et sculptés dans la partie supérieure, dans le cimetière de la commune. Pour l'architecte en chef du Ministère de l'instruction publique et des beaux arts de l'époque, cette assise du calvaire pourrait être une cuve baptismale posée à l'envers.
- Église Saint-Denis-et-Saint-Martin.

### Personnalités liées à la commune
- Jean-Jacques François Picard (1804-1849), haut fonctionnaire et homme politique né à Gadencourt, député de l'Eure de 1848 à 1849.

## Héraldique
| Blason de Gadencourt | Blason  | D'azur à la maison d'or, soutenue de deux fasces ondées d'argent et au lièvre d'or courant et brochant sur les ondes. |
| Blason de Gadencourt | Détails | Le statut officiel du blason reste à déterminer.                                                                      |